# Dobra Kolata
Dobra Kolata (albánsky Kolata e Mirë) je se svými 2528 m n. m. druhý nejvyšší vrch Černé Hory a 17. nejvyšší hora Albánie v pohoří Prokletije, v nejvyšším pohoří Dinárských vrchů. Leží na hranicích Černé Hory a Albánie v masivu Kolata spolu s vrchem Zla Kolata (albánsky Kollata ë Keqe), který je jen o 6 metrů vyšší. Dobra Kolata je spolu se Zlou Kolatou vyhledávána turisty z celého světa především na jaře, když je tu ještě sníh a tak nabízí možnost výstupu v zimních podmínkách.